# John G. Wright
John G. Wright (eigentlich Joseph Vanzler; * 1902 in Samarqand, Russisches Reich; † 21. Juni 1956 in New York, USA) war ein russisch-US-amerikanischer Übersetzer und trotzkistischer Aktivist. Er ist vor allem bekannt für seine Übersetzungen der Schriften Leo Trotzkis ins Englische.
Wright war 1938 Gründungsmitglied der Socialist Workers Party und wurde eine ihrer Führungspersönlichkeiten. Er veröffentlichte mehrere hundert Artikel im Parteiorgan The Militant.

## Übersetzungen
- Leon Trotsky: The Kirov Assassination. New York, Pioneer Publishers, 1935.
- Leon Trotsky: The Third International After Lenin. New York, Pioneer Publishers, 1936.
- Leon Trotsky: Whither France? New York, Pioneer Publishers, 1936.
- Leon Trotsky: Lessons of October. New York, Pioneer Publishers, 1937.
- Leon Trotsky: The Stalin School of Falsification. New York, Pioneer Publishers, 1937.
- Leon Trotsky: The First Five Years of the Communist International. In 2 Bänden. New York, Pioneer Publishers, 1945.

## Eigene Werke
- The Truth About Kronstadt. New York, Socialist Workers Party National Educational Department, n. d. [c. 1938].
- mit Joe Hansen: Outline History of Russian Bolshevism. New York, Educational Department, Socialist Workers Party, 1940.